# Ministeri de Desenvolupament Sostenible i Infraestructura de Luxemburg
El Ministeri de Desenvolupament Sostenible i Infraestructura (en francès: Ministère du Développement durable et des Infraestructures, abreviat MDDI) és un departament del Govern de Luxemburg. El Departament té la seu central a la ciutat de Luxemburg. Des del 4 de desembre de 2013, François Bausch és el seu ministre.
Va ser creat el 23 de juliol de 2009 com a fusió entre els Ministeris de Medi Ambient, Ministeri d'Obres Públiques i Ministeri de Transports.

## Agències
El ministeri inclou diversos departaments:
- Departament de Medi Ambient
- Departament d'Obres Públiques
- Departament d'Ordenació del Territori
- Departament de Transports

## Llista de ministres de Desenvolupament Sostenible i Infraestructura
| Ministre | Ministre        | Partit | Data inici            | Data fi               | Primer Ministre     |
| -------- | --------------- | ------ | --------------------- | --------------------- | ------------------- |
|          | Claude Wiseler  | CSV    | 23 de juliol de 2009  | 4 de desembre de 2013 | Jean-Claude Juncker |
|          | François Bausch | DG     | 4 de desembre de 2013 | Titular               | Xavier Bettel       |